# Aurélio Pinto de Sousa
Aurélio Pinto de Sousa (Guaraciaba do Norte, 12 de novembro de 1974) é um prelado brasileiro da Igreja Católica, atual bispo de Quixadá.

## Biografia
Completou seus estudos em filosofia no Instituto Teológico Pastoral do Ceará em Fortaleza e em teologia na Faculdade Jesuíta de Filosofia e Teologia (FAJE) em Belo Horizonte, onde obteve o bacharelado e a licenciatura.
Foi ordenado padre em 12 de julho de 2003, por Francisco Javier Hernández Arnedo, O.A.R., sendo incardinado na Diocese de Tianguá.
Após sua ordenação, foi reitor do Seminário Dom Timóteo, cargo que exerceu entre 2003 e 2008. Depois, entre 2008 e 2013, foi o vigário paroquial da Catedral de Sant'Ana. Fez o doutorado em teologia sacramental no Pontifício Ateneu Santo Anselmo de Roma (2014), além de ser administrador da Área Pastoral São Pedro entre 2013 e 2016. Depois, foi o pároco de São Pedro em Tianguá (2015-2022), além de membro do conselho presbiteral, assistente diocesano para a Pastoral Litúrgica e representante dos Presbíteros. Desde o ano de 2003 é professor de liturgia, sacramentos e mariologia na Faculdade Católica de Fortaleza.
No dia 12 de janeiro de 2023 assumiu a função de pároco da Igreja Matriz de Nossa Senhora da Assunção em Viçosa do Ceará.
Em 10 de maio de 2023, o Papa Francisco o nomeou como bispo da Diocese de Quixadá. Foi consagrado em 15 de julho seguinte, na Catedral de Nossa Senhora de Sant'Ana de Tianguá, por Dom José Antonio Aparecido Tosi Marques, arcebispo de Fortaleza, coadjuvado por Dom Francisco Edimilson Neves Ferreira, bispo de Tianguá e por Dom Francisco Javier Hernández Arnedo, O.A.R., bispo emérito de Tianguá.